# Rantau Sakti
Rantau Sakti is een bestuurslaag in het regentschap Rokan Hulu van de provincie Riau, Indonesië. Rantau Sakti telt 4154 inwoners (volkstelling 2010).